# Platocoelotes
Genre
Platocoelotes est un genre d'araignées aranéomorphes de la famille des Agelenidae.

## Distribution
Les espèces de ce genre se rencontrent en Chine et au Japon.

## Liste des espèces
Selon World Spider Catalog (version 19.5, 20/12/2018) :
- Platocoelotes ampulliformis Liu & Li, 2008
- Platocoelotes bifidus Yin, Xu & Yan, 2010
- Platocoelotes brevis Liu & Li, 2008
- Platocoelotes daweishanensis Xu & Li, 2008
- Platocoelotes fanjingshan Jiang, Chen & Zhang, 2018
- Platocoelotes furcatus Liu & Li, 2008
- Platocoelotes globosus Xu & Li, 2008
- Platocoelotes icohamatoides (Peng & Wang, 1997)
- Platocoelotes imperfectus Wang & Jäger, 2007
- Platocoelotes impletus (Peng & Wang, 1997)
- Platocoelotes kailiensis Wang, 2003
- Platocoelotes latus Xu & Li, 2008
- Platocoelotes lichuanensis (Chen & Zhao, 1998)
- Platocoelotes luoi Chen & Li, 2015
- Platocoelotes paralatus Xu & Li, 2008
- Platocoelotes polyptychus Xu & Li, 2007
- Platocoelotes qinglinensis Chen & Li, 2015
- Platocoelotes shuiensis Chen & Li, 2015
- Platocoelotes strombuliformis Liu & Li, 2008
- Platocoelotes tianyangensis Chen & Li, 2015
- Platocoelotes uenoi (Yamaguchi & Yaginuma, 1971)
- Platocoelotes xianwuensis Chen & Li, 2015
- Platocoelotes zhuchuandiani Liu & Li, 2012

## Publication originale
- Wang, 2002 : A generic-level revision of the spider subfamily Coelotinae (Araneae, Amaurobiidae). Bulletin of the American Museum of Natural History, no 269, p. 1-150 (texte intégral).